# Кулен
Кулен је сувомесни производ, врста кобасице, који се традиционално прави у Војводини (Србија) и Славонији и Барањи (Хрватска), где је још познат и под називом кулин. Кобасица тежи око 700 до 1000 g.

## Кулен у Војводини
У Војводини постоје различите врсте кулена, најчешће зависно од предела или места где их праве, а неки од најпознатијих су:
- бачки кулен,
- сремски домаћи кулен,
- петровачки кулен и друге врсте кулена.

Све ове врсте кулена се производе на релативно сличне начине.

### Сремски кулен
Један од најпознатијих је свакако сремски кулен, који је први ушао у индустријску производњу, па је тако постао познат широм Југославије, иако му је у суштини промењен и укус и изглед (с обзиром да се традиционално пуне не у цреву већ у бурагу), па је тиме сведен на обичну кобасицу широке производње.
Данас неки већи прерађивачи меса почињу да производе кулен сличнији традиционалном изгледу, али чешће по облику, а не по укусу. Прави кулен се још увек може купити само у локалним месарама широм Војводине. Кулен у Срему представља велику традицију и Сремци га сматрају изворно својим, те га стога и зову само кулен.
Постоје многобројни рецепти за сремски кулен, јер некада је свака породица у Срему имала неки свој тајни рецепт за припрему истог (током традиционалне свињокоље у домаћинству). Кулен би требало да буде што кртији па су неки прибегавали и додавању говеђег меса, што се сматра недозвољеним с обзиром да је прави кулен искључиво од чистог свињског меса. Један од рецепата следи иако у многим другим нема сланине, с обзиром да је некад у Срему чешће у употреби под тим називом била тзв. сапуњара од које би кулен био само маснији, а то се управо желело избећи:

#### Рецепт за домаћи сремски кулен
Састојци: 10 kg свињског меса, 1 kg тврде сланине, 220 g соли, 200 до 250 g љуте алеве паприке, 20 g црног бибера, 1 кашика кашастог белог лука, 1 dl квалитетног рума, 30 g шећера.
За квалитетан домаћи кулен бира се квалитетно месо од бута, плећке и крменадле свиња старих између 1,5 и 2 године. После пажљивог чишћења од жилица и опница, месо исећи на комаде 5 х 3 cm и додати све зачине па одложити у прохладну просторију да одстоји 3 до 5 дана на температури 5 до 8 °C, што зависи од дневне - собне температуре. После одлежавања месо самлети кроз решетку 10 mm и одмах пунити у кате или друге омоте. Кулен добро увезати, опрати од масноће, нанизати на штапове и оставити да се оцеде и просуше 24 сата. Димити их на хладном диму (од буковог дрвета и пиљевине) месец дана, сваког трећег дана (два паузирати). Ако је време влажно, кулен чешће димити, а за то време кулен у цреву окренути два до три пута. Кулен чувати у прохладним, промајним и сувим просторијама. Кад дођу топлији дани унети их у сув и проветрен подрум (на 18 °C). Сазру после 4 до 5 месеци, а у већим катама и око пола године. Може се чувати и преко годину дана.

### Петровачки кулен
Међу јелима словачке народне кухиње и етногастрономске традиције у Бачком Петровцу посебно место заузима петровачки кулен. Народно искуство и предање су створили рецепт за овај трајан месни производ по свим стандардима здраве хране. Петровачки кулен су Словаци наследили од предака, који су се у Петровац доселили половином 18. века. Производи се одувек на исти начин и без адитива и конзерванса, само љута домаћа паприка и со. Кулен се састоји од свињског меса, соли, уз додатке љуте паприке, пастозног белог лука, самлевеног кима, и мало шећера. Користи се све месо (осим бутова за шунку) једногодишње свиње. Меље се кроз решетку отвора од 8 mm, додају се зачини, и пуни у свињско дебело црево. Сутрадан се уноси у пушницу да се просуши. Дими се две недеље хладним димом сувог дрвета коштичавог воћа. После димљења кулени се суше на тавану. После се уносе у погодну проветрену оставу да одстоје до првих топлијих дана, а онда се чување наставља у замрзивачу.

## Галерија
- кулен за Ускрс
- кулен и словачка кобасица
- кулен
- кулен са јајима